# Stefania Zambelli
Stefania Zambelli (nascida em 6 de abril de 1971 em Salò) é uma política italiana que foi eleita deputada ao Parlamento Europeu em 2019.